# Themis (film)
Pour les articles homonymes, voir Thémis (homonymie).
Pour plus de détails, voir Fiche technique et Distribution.
Themis (grec moderne : Θέμις) est un film documentaire grec réalisé par Marco Gastine et sorti en 2009.

## Synopsis
Des procès « ordinaires » enregistrés dans la cour de première instance d'Athènes.

## Fiche technique
- Titre : Themis
- Titre original : grec moderne : Θέμις
- Réalisation :	Marco Gastine
- Scénario : Marco Gastine
- Photographie : Dimitris Kordelas
- Son : Efthimios Kolokousis
- Montage : Chronis Theocharis
- Production : Minimal Films
- Pays d’origine :  Grèce
- Genre : Documentaire
- Durée : 85 minutes
- Dates de sortie : 
  - France - mai 2009 (présentation au Festival de Cannes)
  - Grèce - 3 septembre 2009[1]

## Sélections
- Festival de Cannes 2009 (programmation de l'ACID)[2]
- Festival international des programmes audiovisuels de Biarritz 2009